# BSV Juniors Villach

Vereinsemblem

Der BSV Juniors Villach war ein österreichischer Fußballverein aus Villach.

## Geschichte
Der BSV Juniors Villach ging 2003 aus der Kooperation des in finanzielle Probleme geratenen Zweitligisten BSV Bad Bleiberg mit dem Erstligisten FC Kärnten hervor und stellte nunmehr dessen Satellitenklub dar. Der Verein war für die Saison 2003/04 zur zweitklassigen Erste Liga spielberechtigt, verpasste mit nur 24 Punkten aus 36 Spielen deutlich den Klassenerhalt. 
Nach dem Abstieg aus der Ersten Liga wäre der Verein für die Regionalliga Mitte startberechtigt gewesen, löste sich aber auf Grund fehlender finanzieller Mittel und zu geringer Unterstützung durch die Stadt Villach und den FC Kärnten auf.
Seit der Saison 2006/07 spielt der inoffizielle Nachfolgeklub BSV Bad Bleiberg wieder im Unterhaus mit (2. Klasse B, letzte Liga im Kärntner Fußballverband).

## Erfolge
- 1 × Zweitligateilnahme: 2004 (Erste Liga)